# یان بوون
یان بوون (هلندی: Jan Boven؛ زادهٔ ۲۰ فوریهٔ ۱۹۷۲) دوچرخه‌سوار اهل هلند است.